# Даммам — Эр-Рияд (железнодорожная линия)
Железнодорожная линия Даммам — Эр-Рияд — пассажирская линия, соединяющая столицу Саудовской Аравии — Эр-Рияд со столицей Восточной провинции — городом Даммам. Протяженность линии составляет 449 км и включает в себя 4 станции. Эксплуатируется Организацией Саудовских железных дорог. Общее время в пути составляет около 4,5 часов.

## Строительство
Линия Даммам — Эр-Рияд открыта в 1981 году.

### Реконструкция
В настоящее время проводится реконструкция железной дороги, включающая в себя устройство разноуровневых развязок с автодорогами, а также обход центра города Эль-Хуфуф, что позволит увеличить скорость составов до 200 км/ч и тем самым сократить время в пути.

## Станции
Железнодорожные станции в Даммаме, Эль-Хуфуфе и Эр-Рияде, спроектированные Лусио Барберой, построены в 1978—1980 годах и открыты в 1981 году. Станции похожи, они состоят из трех прямоугольных залов-нефов, разделенных двумя рядами колонн. В декорировании зданий используются треугольные отверстия окон, аркады и парапеты с прямоугольными шагами[неизвестный термин]. Эти элементы имеют сходство с архитектурой Неджда и других арабских архитекторов. Здание вокзала в Эль-Хуфуфе расположено с восточной стороны линии. 
На линии Даммам-Эр-Рияд расположены четыре станции:
| # | Название станции | Название станции | Расстояние от начала линии |
| # | Русское          | Арабское         | Расстояние от начала линии |
| - | ---------------- | ---------------- | -------------------------- |
| 1 | Даммам           | الدمام           | 0 км                       |
| 2 | Абкайк           | بقيق             | 74 км                      |
| 3 | Эль-Хуфуф        | الهفوف           | 139,26 км                  |
| 4 | Эр-Рияд          | الرياض           | 449 км                     |

### Пути
Рельсы на линии имеют тип C.W.R UIC 60.